# Toshihide Migita
Toshihide Migita (右田年英, Migita Toshihide, 1862 – 1925), també conegut com a Oju Toshihide o Toshihide va ser un artista japonès l'obra del qual constava de gravats i pintures ukiyo-e tradicionals a l'estil occidental.

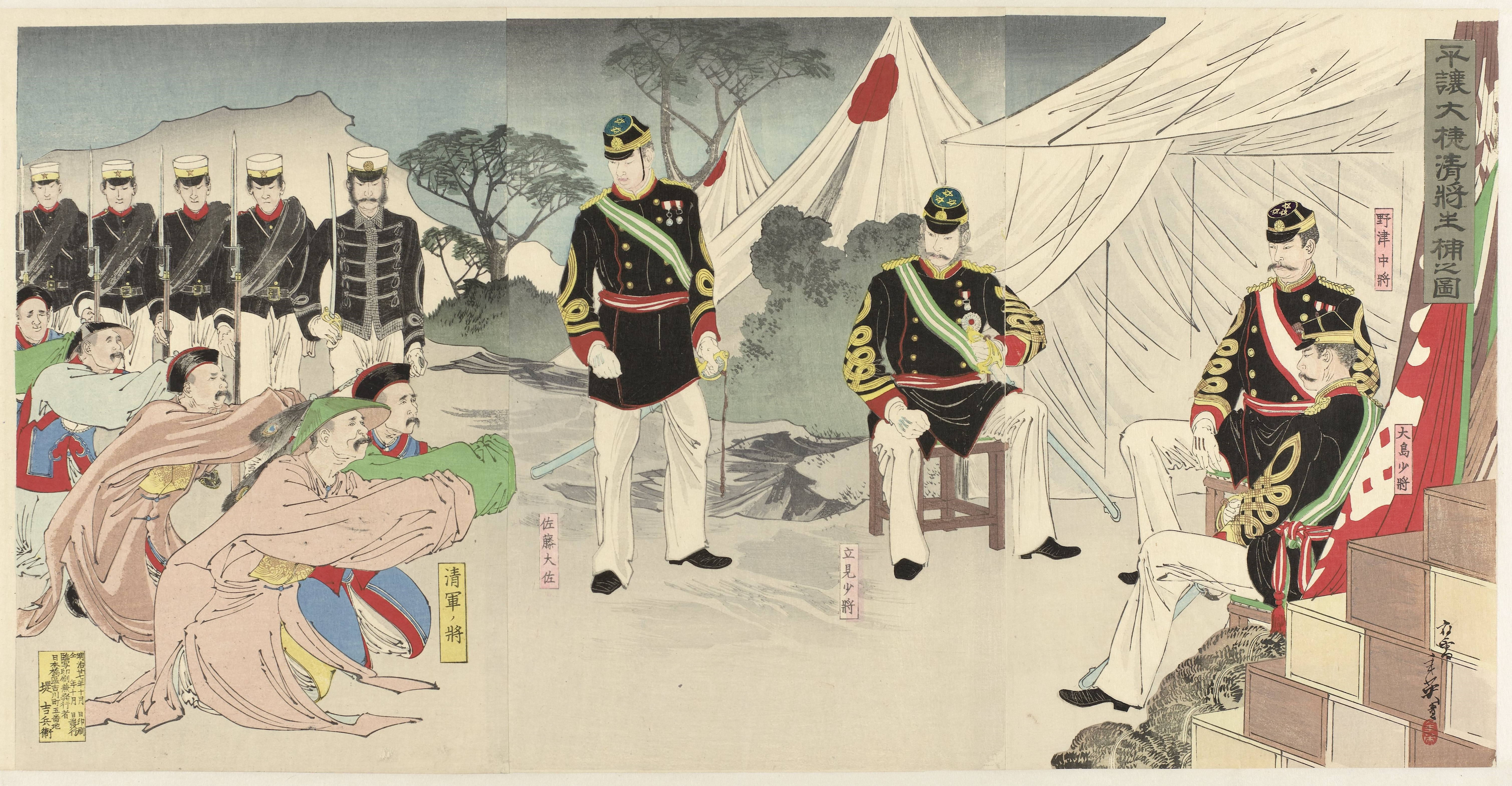
“Il·lustració de generals xinesos de Pyongyang capturats vius” de Migita Toshihide, octubre de 1894. Col·lecció del Museu d'Arts Plàstiques, Boston

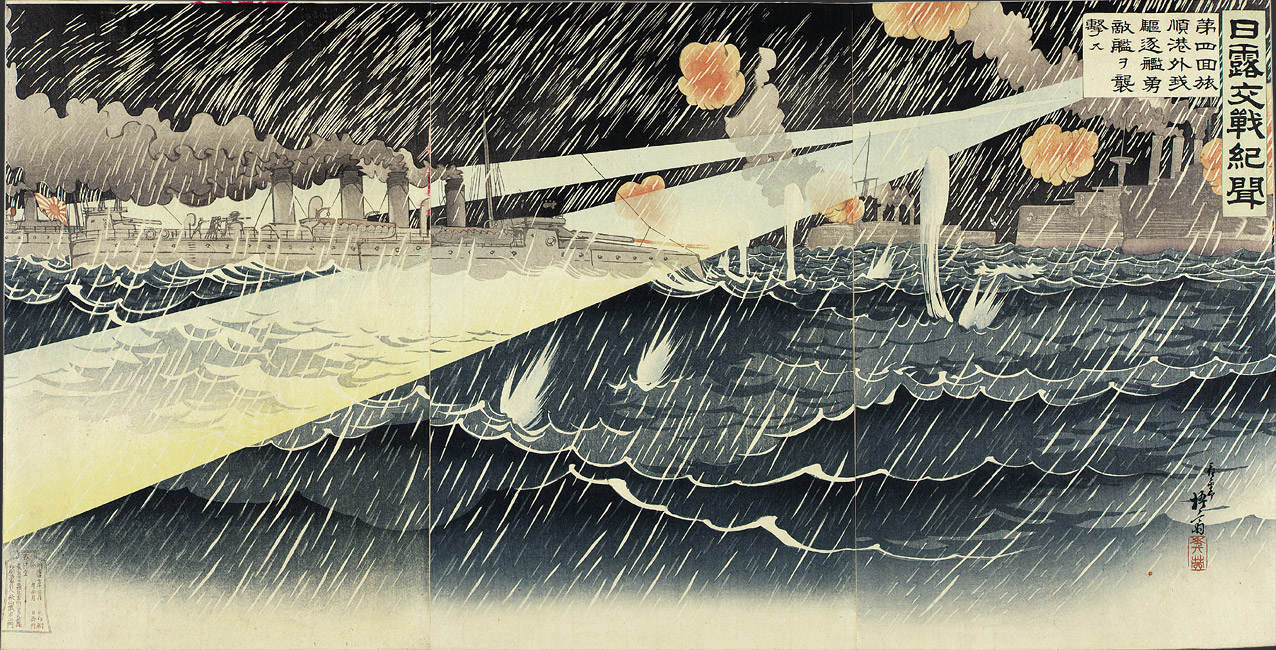
Destructors japonesos atacant als vaixells enemics a Port Arthur — xilografia ukiyo-e de Migita Toshihide, març de 1904.

Migata va ser alumne de Tsukioka Yoshitoshi. També va estudiar amb Kinisawa Shimburo (1847 – 1877), que era un artista que s'havia format a Anglaterra.
A partir de 1877, la seva obra es va publicar a diaris i revistes. Els seus retrats d'actors kabuki eren ben coneguts.
Als seus gravats de guerra (戦争絵, sensō-e), en format de tríptic se'ls considera importants documents històrics. La seva obra documenta la participació del Japó a la Primera Guerra Sinojaponesa i a la Guerra russojaponesa.